# Aras Kaya
Aras Kaya (ur. 4 kwietnia 1994 jako Amos Kibitok) – turecki lekkoatleta pochodzenia kenijskiego specjalizujący się w biegach długich. Do 23 czerwca 2016 roku reprezentował Kenię.

## Kariera sportowa
W 2016 roku zajął dziewiąte miejsce w biegu na 5000 metrów oraz sięgnął po srebrny medal w biegu na 3000 metrów z przeszkodami podczas rozgrywanych w Amsterdamie mistrzostw Europy, a także odpadł w eliminacjach igrzysk olimpijskich, a także mistrz Europy w biegach przełajowych z Chii.
Rok później w Belgradzie zajął 12. miejsce na halowych czempionacie Starego Kontynentu, tym razem na dystansie 3000 metrów.

## Osiągnięcia
| Rok  | Impreza                                   | Miejsce        | Konkurencja                        | Lokata      | Wynik    |
| ---- | ----------------------------------------- | -------------- | ---------------------------------- | ----------- | -------- |
| 2016 | Mistrzostwa Europy                        | Amsterdam      | bieg na 5000 metrów                | 9. miejsce  | 13:47,42 |
| 2016 | Mistrzostwa Europy                        | Amsterdam      | bieg na 3000 m z przeszkodami      | 2. miejsce  | 8:29,91  |
| 2016 | Igrzyska olimpijskie                      | Rio de Janeiro | bieg na 3000 m z przeszkodami      | eliminacje  | 8:32,35  |
| 2016 | Mistrzostwa Europy w biegach przełajowych | Chia           | bieg seniorów                      | 1. miejsce  | 27:39    |
| 2016 | Mistrzostwa Europy w biegach przełajowych | Chia           | drużyna seniorów                   | 3. miejsce  |          |
| 2017 | Halowe mistrzostwa Europy                 | Belgrad        | bieg na 3000 metrów                | 12. miejsce | 8:16,36  |
| 2017 | Igrzyska solidarności islamskiej          | Baku           | bieg na 3000 m z przeszkodami      | 3. miejsce  | 8:44,20  |
| 2017 | Puchar Europy w biegu na 10 000 metrów    | Mińsk          | bieg na 10 000 metrów              | 4. miejsce  | 29:03,13 |
| 2017 | I liga drużynowych mistrzostw Europy      | Vaasa          | bieg na 3000 metrów z przeszkodami | 7. miejsce  | 8:50,09  |
| 2017 | Mistrzostwa Europy w biegach przełajowych | Šamorín        | bieg seniorów                      | 7. miejsce  | 30:14    |
| 2017 | Mistrzostwa Europy w biegach przełajowych | Šamorín        | drużyna seniorów                   | 1. miejsce  |          |
| 2018 | Igrzyska śródziemnomorskie                | Tarragona      | bieg na 3000 metrów z przeszkodami | 10. miejsce | 8:59,48  |
| 2018 | Mistrzostwa Europy                        | Berlin         | bieg na 10 000 metrów              | –           | DNF      |
| 2018 | Mistrzostwa Europy w biegach przełajowych | Tilburg        | bieg seniorów                      | 3. miejsce  | 28:56    |
| 2018 | Mistrzostwa Europy w biegach przełajowych | Tilburg        | drużyna seniorów                   | 1. miejsce  |          |
| 2020 | Mistrzostwa świata w półmaratonie         | Gdynia         | półmaraton                         | 24. miejsce | 1:00:51  |
| 2020 | Mistrzostwa świata w półmaratonie         | Gdynia         | półmaraton (drużynowo)             | 11. miejsce |          |
| 2022 | Mistrzostwa Europy                        | Monachium      | bieg na 10 000 m                   | 16. miejsce | 28:23,77 |

## Rekordy życiowe
- bieg na 5000 metrów (stadion) – 13:23,91 (2015)
- bieg na 5000 metrów (hala) – 13:31,85 (2015)
- bieg na 3000 metrów z przeszkodami – 8:29,91 (2016)